# ロウリンハサウルス
ロウリンハサウルス（学名 Lourinhasaurus　「ロウリニャンのトカゲ」の意味 ）はポルトガル、エストレマデューラ州の2つの地域のジュラ紀後期の地層から発見された竜脚類恐竜の属である。ロウリンハサウルスは同じくロウリニャン近郊で発見された獣脚類恐竜の属ロウリンハノサウルスとの混同に注意。

## 種
タイプ種であり現在知られている唯一の種であるLourinhasaurus alenquerensisは発見地アレンケルにちなんで命名された。1957年初めにアレンケル近郊で部分的な骨格化石が発見され、アルベール・ド・ラパランによりApatosaurus alenquerensisとされた、Georges Zbyszewski. McIntosh (1990)ではむしろカマラサウルスの種であると提案されている。 しかしながら、1983年ロウリニャン近郊の同時代の地層で歯と100個の胃石を含む他の部分骨格が発見され、これらによりDantas et al.(1998)はこれらの化石がアパトサウルス、カマラサウルスとも異なる独自のものであると識別可能になったとした。 属名は新たに地域を反映したものであるロウリンハサウルスとされた。
ロウリンハサウルスは草食恐竜であり、体長17 mと推定される。 初めの七個の胴椎に比較的高く二股な神経突起をもつことで形態的に特徴付けられる、また後部の頸椎の椎体に腹側縦方向に目立ったキールをもつ。 L. alenquerensis は頭骨を欠くため真竜脚類であるとしか分類できない、またUpchurch (2004)は新竜脚類の姉妹群であるとみている。比較的前肢が長くカマラサウルスに似ていた可能性がある。
1983年の化石発見から1998年の記載まで間に第三の化石竜脚類の骨格が発見された。この化石はL. alenquerensis に類似していたため、当初は同属とされたが、後に別の属ディンヘイロサウルスとして正当に記載するのに十分異なるものとして認識された。しばしば、この2属はシノニムの可能性があるとされてきたが、さらなる系統解析により現在では払拭されている。

## 参照
- Lapparent, A.F. de; & Zbyszewski, G. 1957: Les dinosauriens de Portugal. Mém. Serv. géol. Port. 2: 1-63.
- McIntosh, J.S. 1990. Sauropoda. In Weishampel, D.B.; Dodson, P.; & Osmólska, H. (eds.): The Dinosauria. Berkeley (University of California Press): 345-401.
- Dantas, P.; Sanz, J. L.; Marques da Silva, C.; Ortega, F.; dos Santos V.F.; & Cachão, M. 1998: Lourinhasaurus n. gen. Novo dinossáurio saurópode do Jurássico superior (Kimmeridgiano superior-Tithoniano inferior) de Portugal. Comunicações do Instituto Geológico e Mineiro 84 (1A) : 91-94 Original description of the genus (in Portuguese)
- Antunes, M.T.; & Mateus, O. 2003: Dinosaurs of Portugal. Comptes Rendus Palevol 2(1): 77-96.
- Lourinhasaurus at Dinosauria.com
- Lourinhasaurus at DinoData
- Upchurch, P., Barrett, P.M.  and Dodson, P. 2004. Sauropoda. In The Dinosauria, 2nd edition. D. Weishampel, P. Dodson, and H. Osmólska (eds.). University of California Press, Berkeley. pp. 259–322.